# Tégula (insectos)

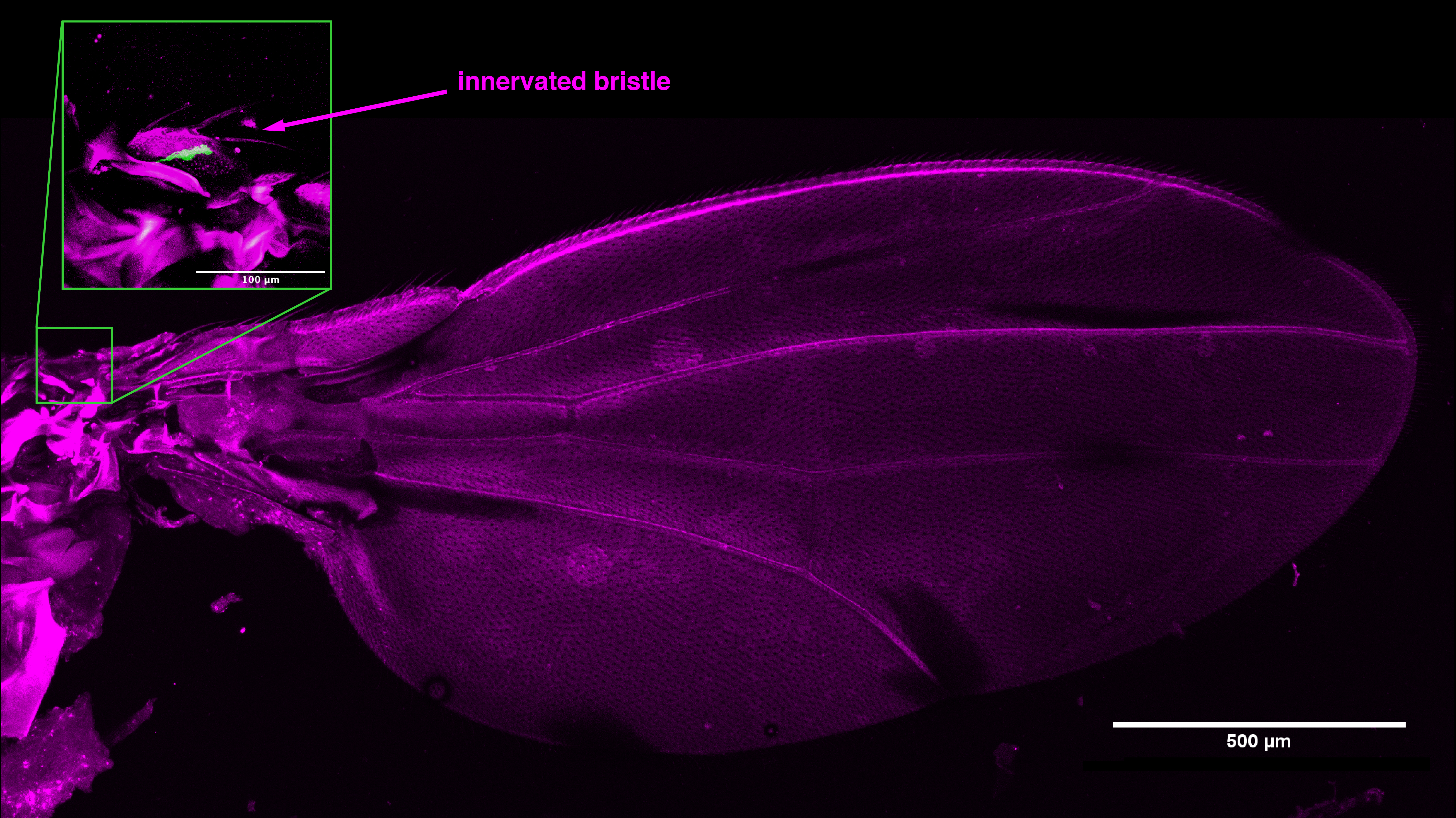
Ala de drosófila con las neuronas que inervan a la tégula marcadas con proteína verde fluorescente.

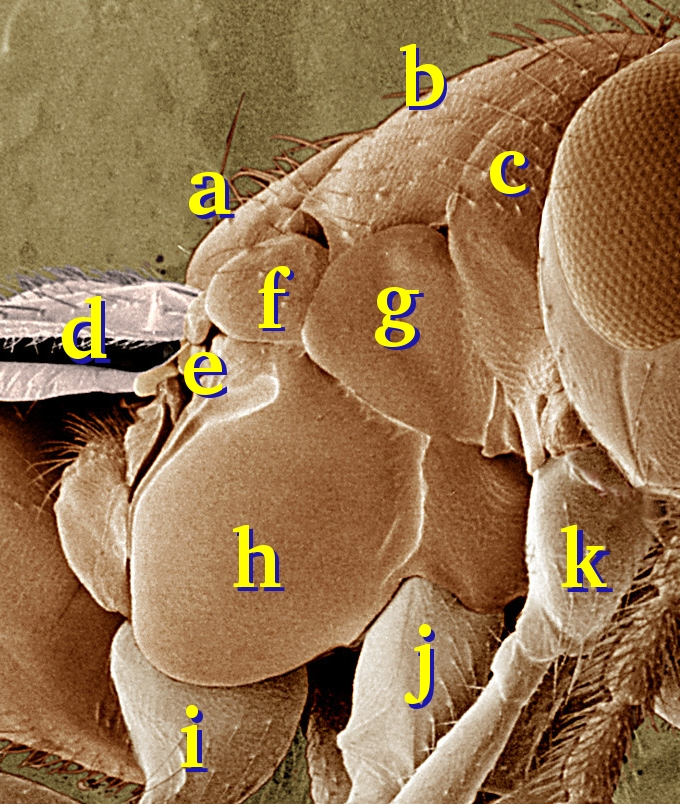
f: tégula de avispa cálcida.

La tégula es un pequeño esclerito con setas inervadas, situado sobre la vena costal del ala de una variedad de insectos como Orthoptera, Lepidoptera, Hymenoptera, Diptera y Auchenorrhyncha. La tégula está en la porción anterolateral del mesonoto.
La tégula de las langostas es un sistema modelo para estudiar la retroalimentación de los mecanorreceptores durante el movimiento. En las langostas, la tégula controla directamente los músculos del vuelo. Las neuronas motoras que controlan la activación de los  músculos elevadores de las alas, están en sincronización con las neuronas que inervan a la tégula, así, cuando la tégula es estimulada por electricidad, esos músculos comienzan el levantamiento.
Después de la ablación de la tégula, el vuelo se vuelve torpe y desorganizado al principio, pero la mayoría de los insectos se adaptan al cambio, lo que sugiere el uso de otros mecanorreceptores para el control del vuelo.
Este sistema sirve también como modelo para el estudio del papel de la neuromodulación del control motriz. Las señales neuronales que emanan de la tégula solo inician el movimiento de contracción de las alas cuando el animal está en vuelo (o vuelo ficticio en experimentos) debido a la liberación endogéna del neuromodulador octopamina. Este mecanismo previene que el insecto empiece a volar cuando está caminando. 